# Bahnhöfe in Frankfurt (Oder)
Die Zahl der Bahnhöfe in Frankfurt (Oder) hat nach 1990 deutlich abgenommen.
Neben dem Personenbahnhof Frankfurt (Oder) gab es früher zwei weitere Personenbahnhöfe, zwei Haltepunkte (drei weitere Haltepunkte wurden 1945 geschlossen), einen großen Rangierbahnhof und mehrere Betriebsbahnhöfe. Heute sind außer dem Personenbahnhof noch der frühere Bahnhof und jetzige Haltepunkt Frankfurt (Oder)-Rosengarten und der Grenzbahnhof Oderbrücke in Betrieb. Auf dem Gelände des früheren Rangierbahnhofs wird noch ein Containerterminal von der Bahn bedient.

## Personenbahnhöfe

### Bahnhof Frankfurt (Oder)

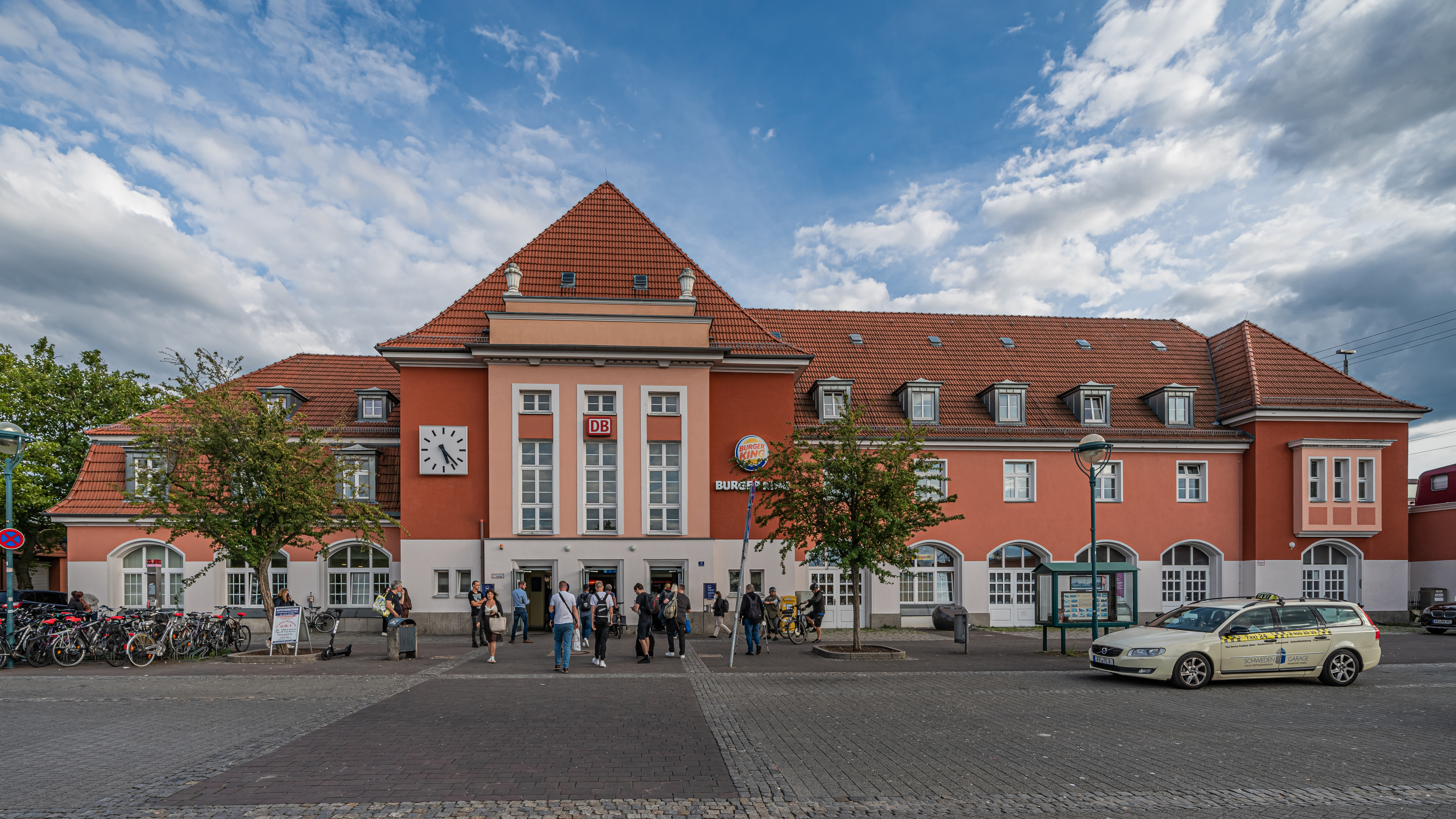
Frankfurt (Oder)

Der Bahnhof Frankfurt (Oder) ist der wichtigste Bahnhof in Frankfurt (Oder). Er liegt an den Bahnstrecken Berlin–Guben, Eberswalde–Frankfurt, Frankfurt–Poznań; außerdem existierten früher auch noch die Bahnstrecken Großenhain–Cottbus–Grunow–Frankfurt und Küstrin-Kietz–Frankfurt. Er wird halbstündlich von Zügen des RE 1 über Berlin nach Brandenburg oder Magdeburg bedient. Zweistündlich fährt der RE 10 nach Cottbus. Außerdem halten auch noch vier Regionalbahnen, eine davon führt direkt über die polnische Grenze bis Bahnhof Rzepin und Zielona Góra. Viermal am Tag in beide Richtungen fährt der Eurocity Berlin-Warszawa-Express entweder nach Berlin oder nach Warschau. Der Bahnhof hat 6 Gleise, einige Geschäfte und ein Servicecenter. Vor dem Bahnhof befinden sich Taxistände, der zentrale Busbahnhof der Stadt für Stadt und Fernbusse, ein Parkhaus und eine Straßenbahnhaltestelle für die Straßenbahn Frankfurt (Oder).

### Bahnhof Frankfurt (Oder)-Rosengarten

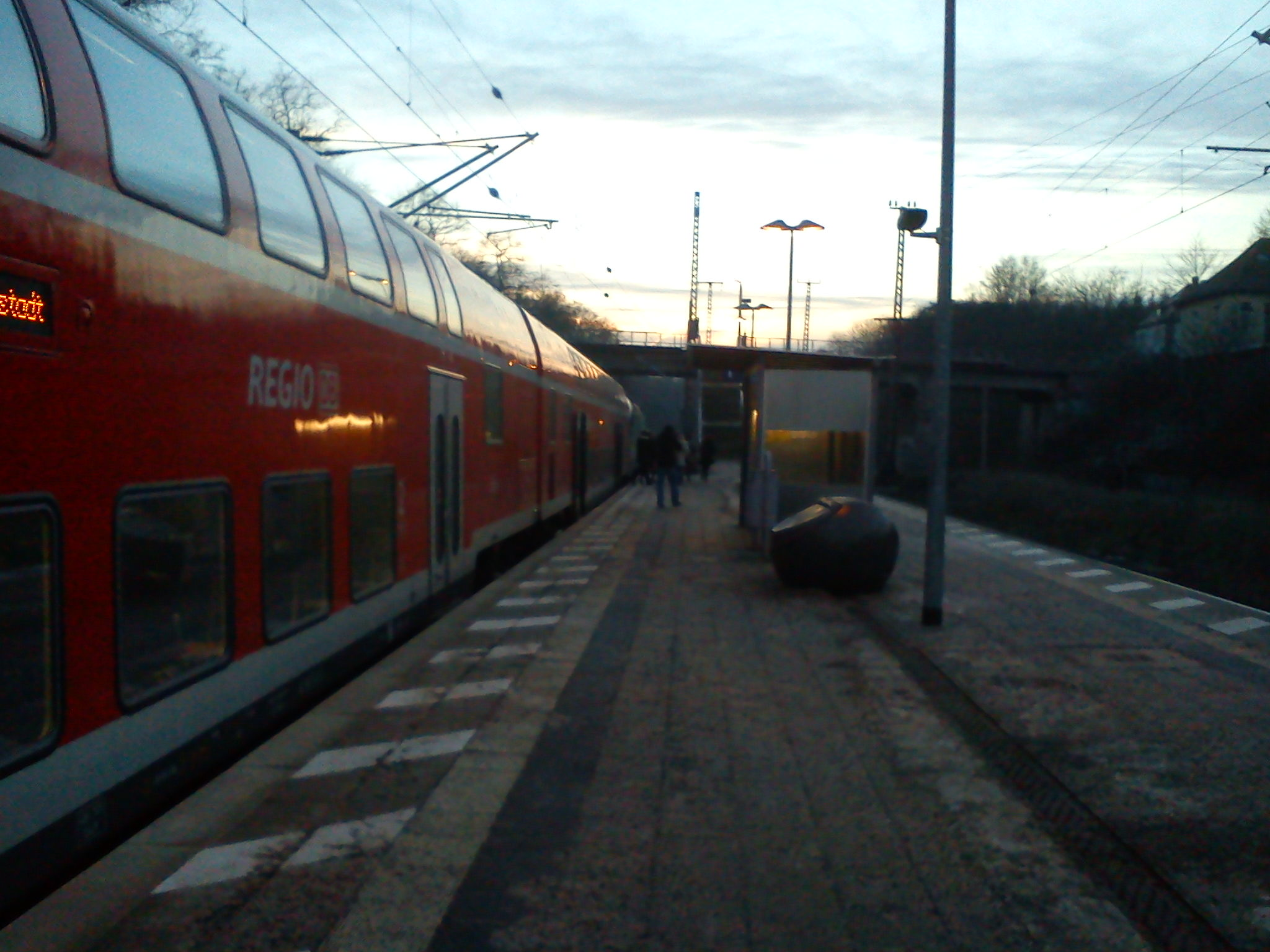
Regionalexpress im Bahnhof Frankfurt (Oder)-Rosengarten

Der Bahnhof Frankfurt (Oder)-Rosengarten wurde 1843, ein Jahr nach dem Bahnhof Frankfurt (Oder), an der Bahnstrecke Berlin Guben errichtet. Er besaß früher auch noch einen Güterbahnhof, der jetzt stillgelegt ist. Früher war Rosengarten ein wichtiger Bahnhof, hat aber seine große Bedeutung verloren. Trotzdem stellt er eine wichtige Station für die um Frankfurt (Oder) liegenden Dörfer dar. Er wird stündlich von Zügen des RE 1 nach Magdeburg und Eisenhüttenstadt bedient. Der Bahnhof besitzt einen Mittelbahnsteig, der über eine Brücke erreichbar ist.

### Bahnhof Booßen

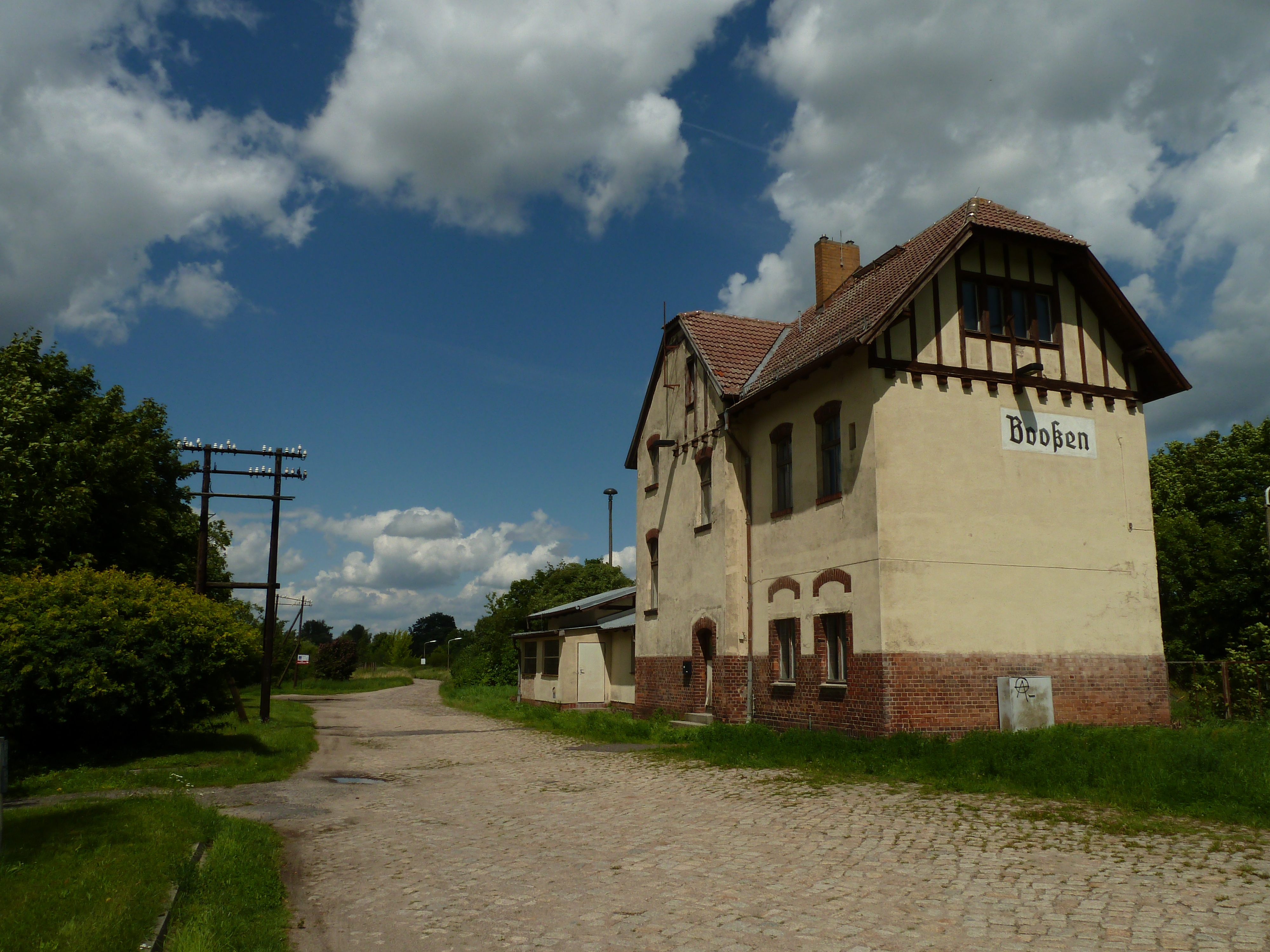
Das Empfangsgebäude des Bahnhof Booßen

Der Bahnhof Booßen lag im Norden der Stadt an der Strecke nach Eberswalde. Bis 1945 wurde er von Pendelzügen zwischen Frankfurt und Booßen angefahren, die im dichten Takt den Norden der Stadt erschlossen. Nach 1945 hielten in Booßen auch die Züge in Richtung Küstrin-Kietz. Nach 1990 verlor er immer mehr an Bedeutung, bis er im Jahre 1996 mit der Einstellung des Verkehrs nach Küstrin ganz geschlossen wurde. Er besaß vier Gleise, von denen heute noch ein bahnsteigloses Durchfahrgleis übrig ist.

## Güter- und Betriebsbahnhöfe

### Bahnhof Frankfurt (Oder) Rbf

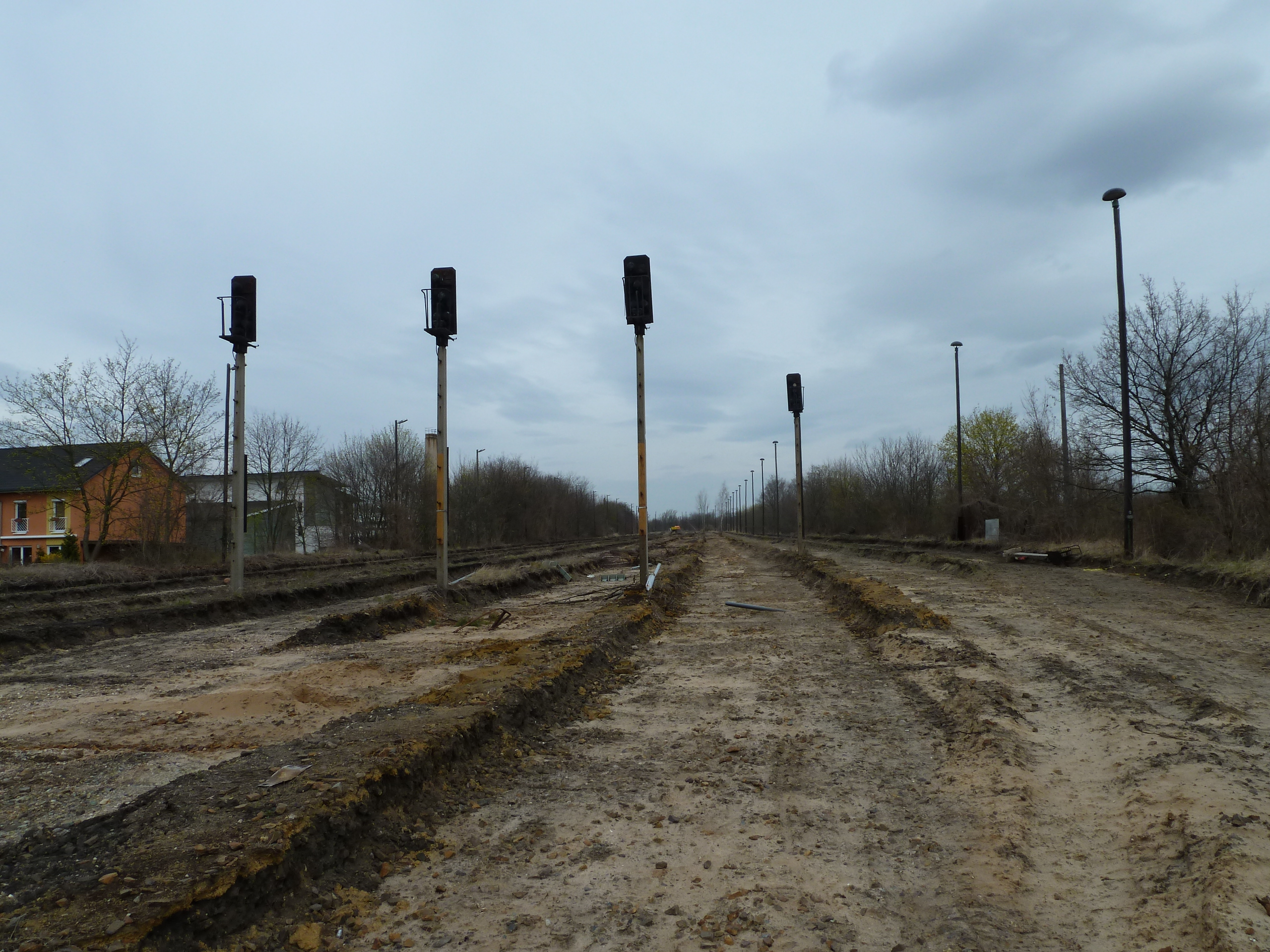
Frühere Gleisanlagen im südlichen Teil des Rangierbahnhofs

Der Rangierbahnhof, früher Frankfurt (Oder) Vbf (Verschiebebahnhof) genannt, verfügte über ausgedehnte Anlagen im Nordwesten der Stadt. Nach 1990 wurde er schrittweise geschlossen. Nur ein kleiner Teil der einstigen Anlagen wird noch vom KV-Terminal (kombinierter Verkehr) des Güterverkehrszentrum Frankfurt genutzt.

### Bahnhof Frankfurt (Oder) Oderbrücke
Der Bahnhof Frankfurt (Oder) Oderbrücke dient ausschließlich als Grenzbahnhof zur Abfertigung des Güterverkehrs von und nach Polen. Er hat kein Bahnsteiggleis.

### Bahnhof Fauler See
Der Bahnhof ist ein reiner Betriebsbahnhof im Süden der Stadt in Richtung der Strecke nach Grunow und dient zur bedarfsweisen Zugkreuzung. Zeitweise gab es dort eine aus militärstrategischen Gründen gebaute Verbindungskurve zur Strecke nach Guben.

### Bahnhof Lossow
Der Bahnhof war ein reiner Betriebsbahnhof im Südosten der Stadt an der Strecke nach Guben.

### Bahnhof Frankfurt (Oder) Rosengarten Gbf
Der kleine Güterbahnhof lag an der Verbindungsstrecke vom Bahnhof Rosengarten zum Rangierbahnhof Frankfurt und wurde nach 1990 geschlossen.

## Haltepunkte

### Haltepunkt Frankfurt (Oder)-Neuberesinchen

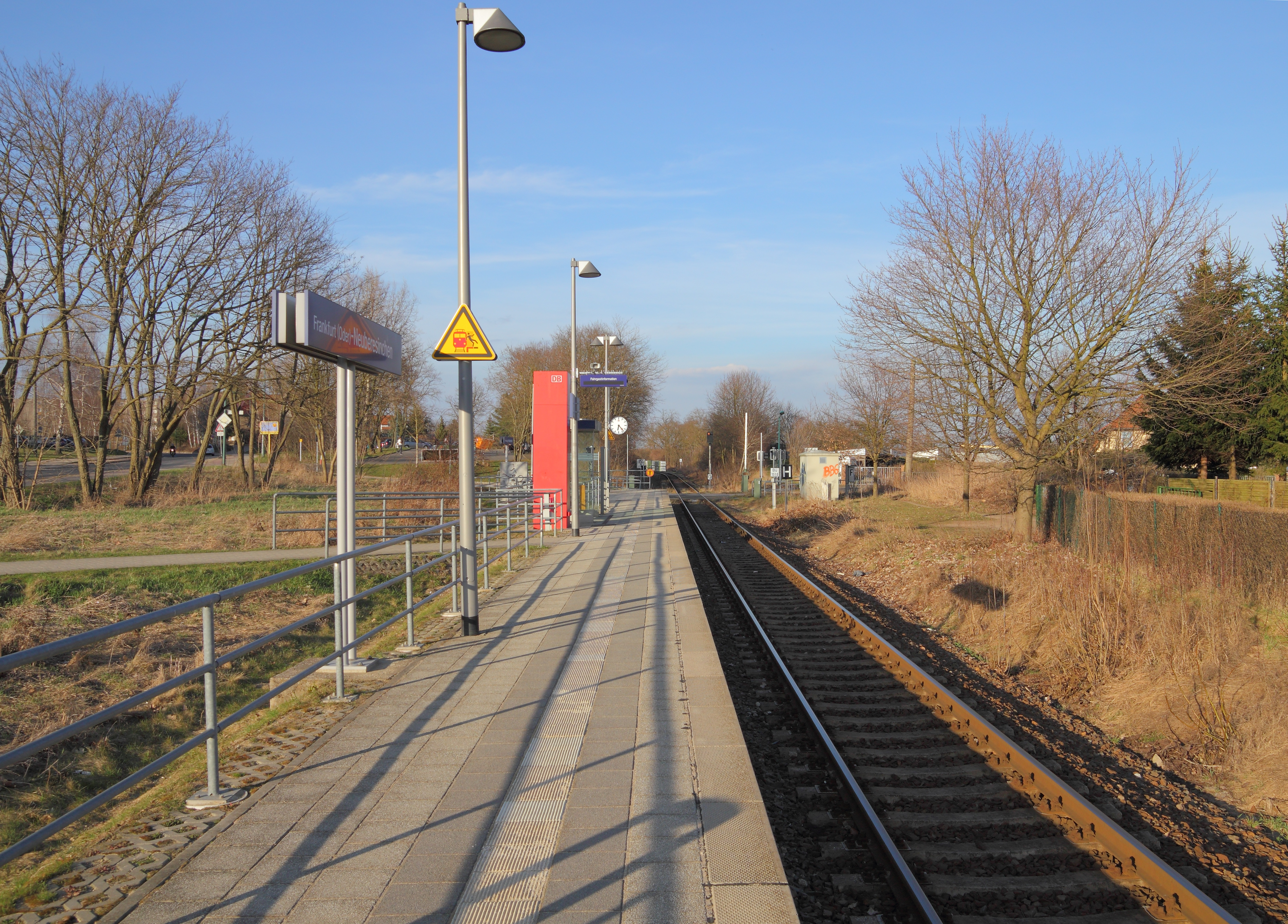
Haltepunkt Neuberesinchen

Der Haltepunkt Frankfurt (Oder)-Neuberesinchen befindet sich an der Strecke über Beeskow in Richtung Berlin. Er liegt im gleichnamigen Stadtteil von Frankfurt (Oder). Der Haltepunkt wurde 2001 eingeweiht, besitzt ein Bahnsteiggleis und wird stündlich von der Regionalbahn-Linie RB 36 nach Königs Wusterhausen und Frankfurt (Oder) bedient.

### Haltepunkt Helenesee
Der Haltepunkt Helenesee befindet sich am Helenesee, der teils auf dem Gebiet der Städte Frankfurt (Oder), Müllrose und einigen Dörfern liegt. Der Haltepunkt, der zur Stadt Frankfurt (Oder) gehört, liegt ebenfalls an der Bahnstrecke über Beeskow nach Königs Wusterhausen. Die Station besitzt ebenfalls nur ein Bahnsteiggleis und liegt direkt im Helenesee Wald. Sie fungiert als Bedarfshalt und wird nur im Sommerfahrplan angefahren.

### Haltepunkt Frankfurt (Oder)-Güldendorf
Der Haltepunkt (früher Tschetschnow genannt) lag im Süden der Stadt an der Strecke in Richtung Guben. Der Haltepunkt verfügte über zwei Außenbahnsteige sowie ein Technikgebäude. Er wurde in den 1990er Jahren geschlossen, im September 2017 hat der Eigentümer DB Netz AG den Abriss formal beantragt.

### Haltepunkt Frankfurt (Oder)-Klingetal
Der Haltepunkt (früher Gronenfelde genannt) lag im Norden der Stadt an der Strecke nach Eberswalde. Zunächst wurde er von den Pendelzügen nach Booßen bedient. Im Unterschied zu den beiden anderen Zwischenstationen im Stadtgebiet blieb er auch nach 1945 noch in Betrieb; 1996 wurde er geschlossen.

### Haltepunkt Paulinenhof

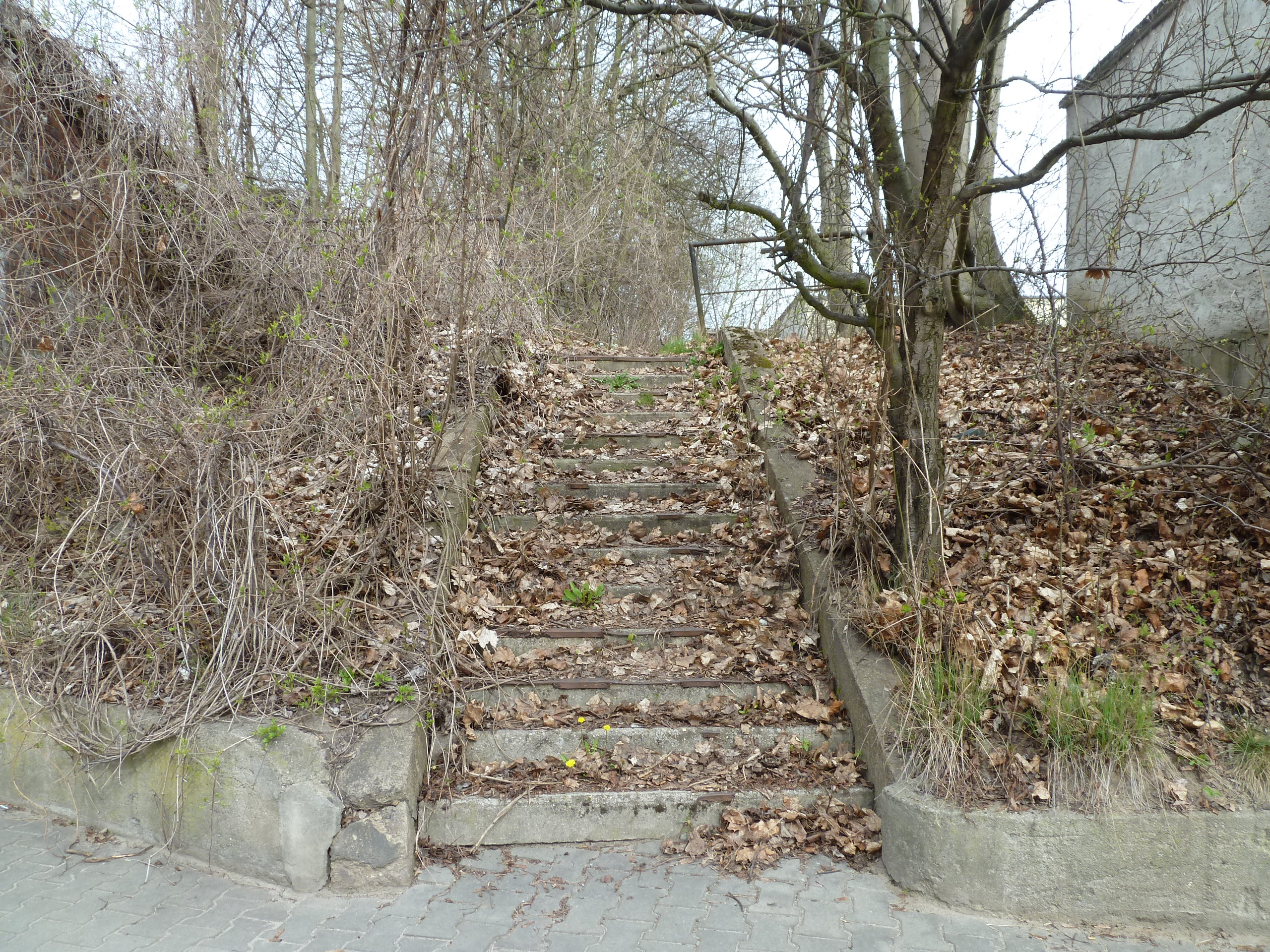
Zugangstreppe zum früheren Hp Paulinenhof

Paulinenhof war ein Haltepunkt für die Pendelzüge zwischen Frankfurt und Booßen am südöstlichen Rand des Verschiebebahnhofs. Mit der Streichung der Pendelzüge 1945 wurde der Haltepunkt geschlossen. Die Zugangstreppe von der Karl-Liebknecht-Straße ist erhalten geblieben.

### Haltepunkt Simonsmühle
Simonsmühle war ein Haltepunkt für die Pendelzüge zwischen Frankfurt und Booßen am östlichen Rand des Verschiebebahnhofs im Bereich der Rathenaustraße. Mit der Streichung der Pendelzüge 1945 wurde der Haltepunkt geschlossen.

### Kliestow (Kr Lebus)
Bereits 1857 war die Strecke der Ostbahn von Frankfurt in Richtung Küstrin fertiggestellt worden. In der Nähe des Ortes Cliestow (heute Kliestow) waren Ende des 19. Jahrhunderts Braunkohlevorkommen entdeckt worden, und ein Güteranschluss in der Nähe der Grube Vaterland eröffnet worden. Im Jahr 1900 ging dieser auch als Haltepunkt für den Personenverkehr in Betrieb. Zunächst erhielt er den Namen Grube Vaterland, seit 1935 trug er den Namen des nahegelegenen Ortes. Zum Ende des Zweiten Weltkriegs endete der Verkehr auf der direkten Strecke zwischen Frankfurt und Lebus. Der Verkehr wurde über eine bereits in den 1910er Jahren gebaute Verbindungsstrecke von Booßen aus geführt und berührte Kliestow nicht mehr.